# Земовит II

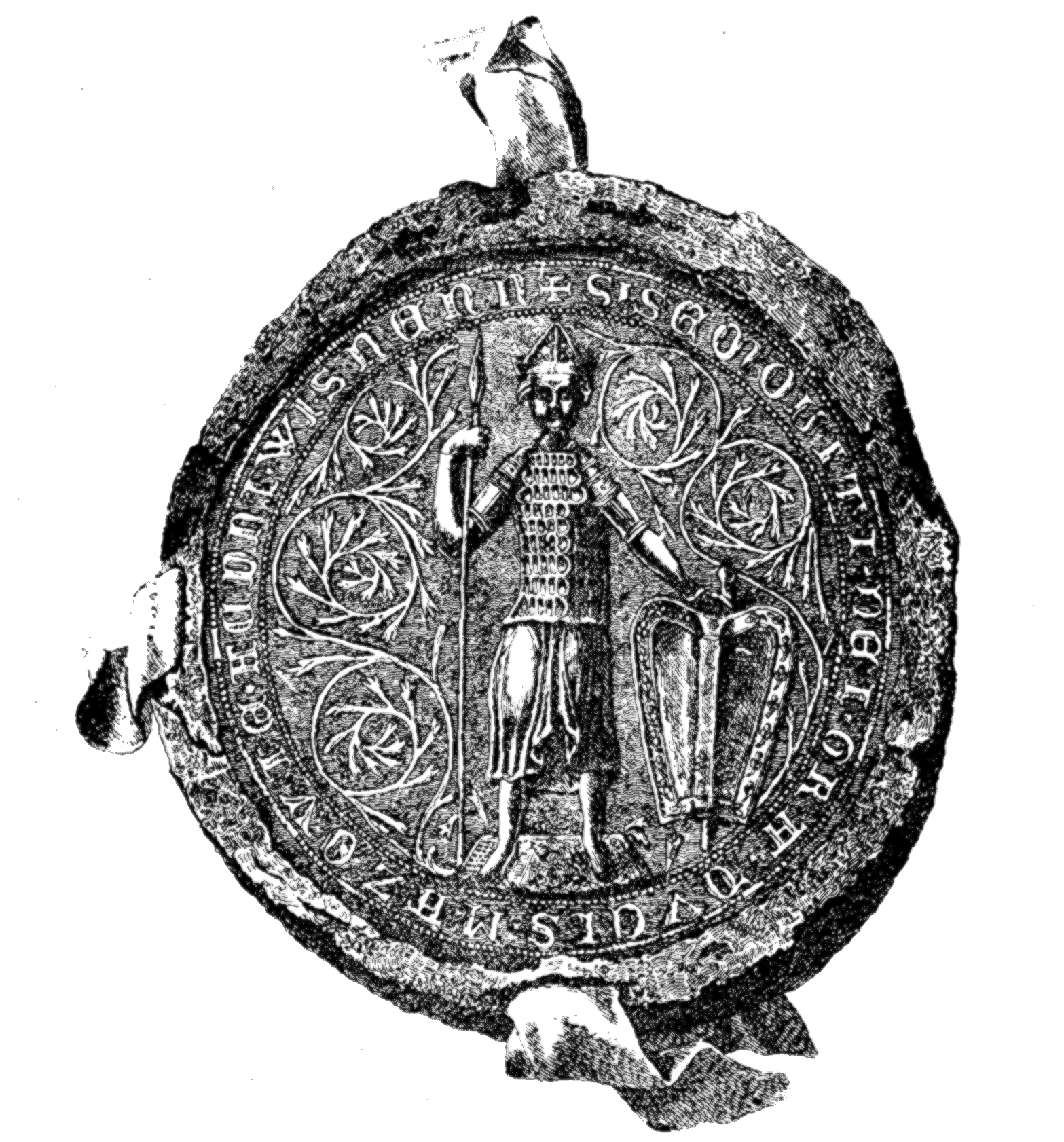
печатка князя

Земовит II (пол. Siemowit II; бл. 1283 — 18 або 19 лютого 1345, Віскітки поблизу Сохачева) — князь мазовецький, варшавський, лівський. Внук Земовита І, син князя Болеслава ІІ Мазовецького (пом. 24.4.1313) та його першої дружини Гавдемунди (у католицтві Софії), доньки великого литовського князя Тройдена.
У 1316 році розпочав війну зі своїми молодшими братами Тройденом і Вацлавом, але не досяг якогось успіху. У 1320 році спочатку підтримував короля Владислава I, але згодом виступив проти його централізаторської політики.
У 1326 в Бродниці Земовит II разом з братами Тройденом Черським і Вацлавом Плоцьким уклав союз з Тевтонським орденом, спрямований проти польського короля і великого князя литовського. У відповідь король Владислав I Локетек разом з великим князем литовським Гедиміном організував похід на Мазовію, землі якої було сплюндровано. В свою чергу на допомогу Земовиту II прийшов Тевтонський орден. У 1333 році тевтонські лицарі передали захоплене польське прикордонне місто Бжесць-Куявський Земовиту. У 1336—1340 роках володіння Земовита кілька разів були жертвами литовських набігів
Ймовірно не був одружений. Помер у Віскітках, був похований у латинській катедрі у Плоцьку. Його князівство розділили між собою небожі Болеслав III, Земовит III і Казимир I.